# Citrajaya
Citrajaya is een bestuurslaag in het regentschap Subang van de provincie West-Java, Indonesië. Citrajaya telt 5406 inwoners (volkstelling 2010).